# Sunny Summer
《Sunny Summer》(서니 서머)는 대한민국의 걸 그룹 여자친구의 여름 스페셜 미니 음반이다. 타이틀 곡은 〈여름여름해 (Sunny Summer)〉로, 2018년 7월 19일 카카오M을 통하여 발매되었다.

## 개요
- 《Time for the moon night》 이후 3개월 만에 대한민국에서 발매하는 음반이다. 빨간색 표지의 Sunny 버전과 하늘색 표지의 Summer 버전의 두 가지로 발매되었다.
- 타이틀 곡은 이단옆차기 등이 작곡한 〈여름여름해 (Sunny Summer)〉로, 가사에 여섯 멤버의 이름을 모두 넣어 만들었으며 각 멤버는 자신의 이름이 들어간 부분을 불렀다.[1] 기존의 ‘파워청순’ 콘셉트에 과한 변용 없이 여름의 청량함만을 더한 ‘파워청량’ 콘셉트를 내세우고 있다.[2]
- 뮤직 비디오는 고유정 감독이 촬영하였다.

## 발매 과정
2018년 7월 5일 오전 0시 여자친구는 공식 SNS 계정에 두 장의 이미지로 구성된 컴백 스포일러를 게시하여 본 음반의 발매 시기를 7월 19일 오후 6시로 확정하였다. 첫 번째 이미지는 빨간색 톤의 카세트 플레이어와 스케이트 보드가 놓인 모습이고, 두 번째 이미지에는 하늘색 배경 앞에 파스텔 톤의 콘 아이스크림 여섯 개가 우유 상자에 꽂혀 있다. 7월 9일 컴백 스케줄표가 공개되었다. 7월 10일 트랙리스트가 발표되었다.
7월 12일 뮤직비디오 티저가 공개되었다. 해당 영상은 윌리엄 셰익스피어의 소네트 18번 중 일부가 적힌 화면으로 시작되며, 타이틀 곡의 멜로디와 함께 ‘여름여름해’라는 가사가 잠시 등장한다. 이어 7월 14일, 본 음반에 수록된 모든 곡의 가사가 멤버들의 손글씨로 발표되었다. 7월 17일 두 번째 뮤직비디오 티저가 공개되었다. 영상에는 후렴구의 직전 부분과, 후렴구 중 앞부분인 ‘여름여름해 Sunny Summer’가 포함되었다. 마지막으로 7월 18일 모든 수록곡의 하이라이트 메들리가 유튜브 등에 올라왔다.
세 차례에 걸쳐 콘셉트 사진이 공개되었다. 우선 7월 11일 공개된 첫 콘셉트 사진은 빨간색 톤의 옷을 입은 멤버들의 모습이 담겨 있다. 하늘색을 배경으로 하는 두 번째 콘셉트 사진은 7월 13일 공개되었으며, 청량한 느낌을 주는 옷을 입은 멤버들이 컴백 스포일러에 등장하였던 아이스크림을 각자 하나씩 든 채로 등장한 모습이다. 7월 16일 공개된 마지막 콘셉트 사진은 빨간색 배경 앞에서 멤버들이 무표정한 차분한 모습으로 각자 서거나 앉은 장면을 담았다. 각 콘셉트 사진은 단체, 개인 사진을 모두 포함하고 있다.

## 수록곡
| #            | 제목                             | 작사                      | 작곡                                                | 편곡  | 재생 시간 |
| ------------ | -------------------------------- | ------------------------- | --------------------------------------------------- | ----- | --------- |
| 1.           | 〈여름여름해〉 (Sunny Summer)    | 이단옆차기, Black Edition | 이단옆차기, Black Edition                           | 3:18  |           |
| 2.           | 〈Vacation〉                     | 이기, 용배                | 이기, 용배                                          | 3:24  |           |
| 3.           | 〈Sweety〉                       | 미오                      | 미오                                                | 3:13  |           |
| 4.           | 〈바람 바람 바람〉 (Windy Windy) | BOOMBASTIC                | BOOMBASTIC                                          | 3:16  |           |
| 5.           | 〈Love In The Air〉              | 노주환                    | Andreas Oberg, Darren Smith, Sean Alexander, 노주환 | 3:40  |           |
| 총 재생 시간 | 총 재생 시간                     | 총 재생 시간              | 총 재생 시간                                        | 16:51 |           |

1. ↑  박장근만 참여.
2. ↑  MC몽만 참여.
3. ↑  챈슬러, 함준석만 참여.
4. ↑  MC몽, 함준석만 참여.

## 차트
| 차트 (2018)                 | 최고 순위 |
| --------------------------- | --------- |
| 대한민국 (가온 차트 ‘주간’) | 2         |
| 대한민국 (가온 차트 ‘월간’) | 5         |